# Richard Rawlings

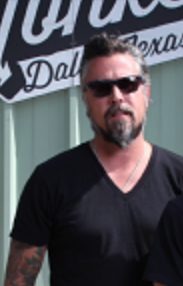
Richard Rawlings (2015)

Richard Rawlings (* 30. März 1969 in Fort Worth, Texas, Vereinigte Staaten) ist ein US-amerikanischer Filmschaffender und Unternehmer.

## Leben
Rawlings teilte schon als Kind die Leidenschaft seines Vaters für Autos und besuchte mit ihm zahlreiche Automobilausstellungen. Sein erstes Auto kaufte er sich bereits im Alter von 14 Jahren, es war ein grüner Mercury Comet Baujahr 1974. Als er die High School abschloss, hatte er bereits sein drittes Fahrzeug, einen 1977er Bandit Trans Am. Als er in den frühen 1990er Jahren einen Dieb daran hindern wollte seinen 1965er Ford Mustang zu stehlen wurde er angeschossen. Rawlings war in unterschiedlichen Berufen aktiv, um seine Automanie zu finanzieren, unter anderem arbeitete er vor seinem 21. Lebensjahr als Feuerwehrmann, Polizist und Sanitäter. Anschließend gründete er ein eigenes Unternehmen, das er später verkaufte, um sein neues Unternehmen Gas Monkey Garage zu finanzieren.
Gas Monkey Garage verkauft seit 2002 kundenspezifische Fahrzeuge an weltweite Interessenten. Seit 2012 ist das Unternehmen um Rawlings beim Discovery Channel (in Deutschland bei DMAX) als Reality-TV-Show unter dem Namen Fast N’ Loud bekannt. Des Weiteren eröffnete Rawlings im September 2013 ein Restaurant namens Gas Monkey Bar N’ Grill und im Oktober 2014 einen Veranstaltungsort für Musik namens Gas Monkey Live. 2017 stieg Rawlings neben Russell Holmes und Chris Stephens in die Sendung Garage Rehab ein, um hilfebedürftigen Werkstätten zu helfen.
Er nahm zudem an transkontinentalen Straßenrallyes wie dem Gumball 3000 und dem Bullrun teil und stellte 2007 einen Weltrekord im Cannonball Run auf, der 1979 aufgestellt worden war. Dabei bewältigte er die 2.811 Meilen von New York nach Los Angeles in 31 Stunden und 59 Minuten.
Als sein Vater an Alzheimer erkrankte, gründete Rawlings die „Gas Monkey Foundation“, um die Erforschung dieser Erkrankung zu unterstützen.

## Veröffentlichungen
- Richard Rawlings, Mark Dagostino: Fast N’ Loud: Blood, Sweat and Beers. William Morrow Paperbacks, New York 2016, ISBN 978-0-06-238787-5 (englisch, Autobiografie).